# Thajsko na Letních olympijských hrách 1984
Thajsko se účastnilo Letní olympiády 1984 v americkém Los Angeles. Zastupovalo ho 35 sportovců (25 mužů a 10 žen) v 5 sportech.

## Medailisté
| Medaile | Jméno            | Sport | Soutěž                           |
| ------- | ---------------- | ----- | -------------------------------- |
| Stříbro | Dhawee Umponmaha | Box   | Muži velterová váha - do 63,5 kg |